# Курос
Курос (на старогръцки: κοῦρος) е съвременният термин, даден за свободно стоящи древногръцки скулптури, които изобразяват голи младежи. Те се появяват за първи път през архаичния период на Древна Гърция и се срещат в Атика и Беотия, както и в много други древногръцки територии като Сицилия. Най-голям брой такива статуи са намерени в светилища на Аполон, като само в светилището Птойон в Беотия (на старогръцки: Πτώϊον) са намерени над 100. Изработени са предимно от мрамор, но също и от варовик, дърво, бронз, слонова кост и теракота. Размерът им е обичайно в естествен ръст, макар че съществуват и колосални екземпляри с височина 3 метра, характерни за Цикладите и Атика и датирани към края на VII в. пр.н.е.
Женският аналог се нарича кора.